# USS LST-389
O USS LST-389 foi um navio de guerra norte-americano da classe LST que operou durante a Segunda Guerra Mundial.